# Оччугуй-Еппет-Арита
Оччугу́й-Еппе́т-Арита́ (рос. Оччугуй-Эппет-Арыта) — невеликий острів в Оленьоцькій затоці моря Лаптєвих. Територіально відноситься до Якутії, Росія.
Розташований в центрі затоки, в дельті річки Оленьок. Знаходиться між затокою Огонньор-Кубата на півночі та протокою Улахан-Уес на півдні. Вузькою протокою на заході відокремлений від сусіднього острова Алахан-Еппет-Арита, на сході — від острова Еппет-Бьолькьой. Острів має прямокутну форму, видовжений із північного заходу на південний схід. Вкритий болотами та пісками, має 6 невеликих озер, оточений мілинами.
| Росія | Це незавершена стаття з географії Росії. Ви можете допомогти проєкту, виправивши або дописавши її. |